# Sirop de pomme de terre
Le sirop de pomme de terre est un sirop de glucose produit à partir de fécule de pomme de terre. Cette transformation était obtenue autrefois par hydrolyse à l'aide d'acide chlorhydrique, puis par la suite par réaction enzymatique à l'aide d'amylase.
Ce sirop est constitué d'environ 40 % de glucose, 40 % de dextrine et 20 % d'eau.
Il est utilisé comme substitut du sucre et du sirop de sucre, notamment dans la fabrication de produits de boulangerie.
Aux Pays-Bas, la production de sirop de pomme de terre a commencé en 1819 à Gouda où fut construite la première féculerie-glucoserie. Elle a duré jusqu'en 2003 sur le site Avebe DWM de Veendam.